# 142 v. Chr.
Portal Geschichte | Portal Biografien | Aktuelle Ereignisse | Jahreskalender | Tagesartikel

◄ |
3. Jahrhundert v. Chr. |
2. Jahrhundert v. Chr. |
1. Jahrhundert v. Chr. |
►

◄ | 160er v. Chr. | 150er v. Chr. | 140er v. Chr. | 130er v. Chr. |
120er v. Chr. |
►

◄◄ | ◄ | 145 v. Chr. | 144 v. Chr. | 143 v. Chr. | 142 v. Chr. |
141 v. Chr. |
140 v. Chr. |
139 v. Chr. |
► |
►►
Staatsoberhäupter

## Ereignisse
- Der Seleukidenherrscher Antiochos VI. wird durch seinen General Diodotos Tryphon abgesetzt, der selbst als Gegenkönig zu Demetrios II. die Herrschaft übernimmt. Der sechsjährige Antiochos kommt wenig später unter ungeklärten Umständen ums Leben.

## Gestorben
- um 142 v. Chr.: Antiochos VI., König des Seleukidenreichs